# Convolvulus tricolor
Convolvulus tricolor L. es una especie de plantas de la familia de las convolvuláceas.

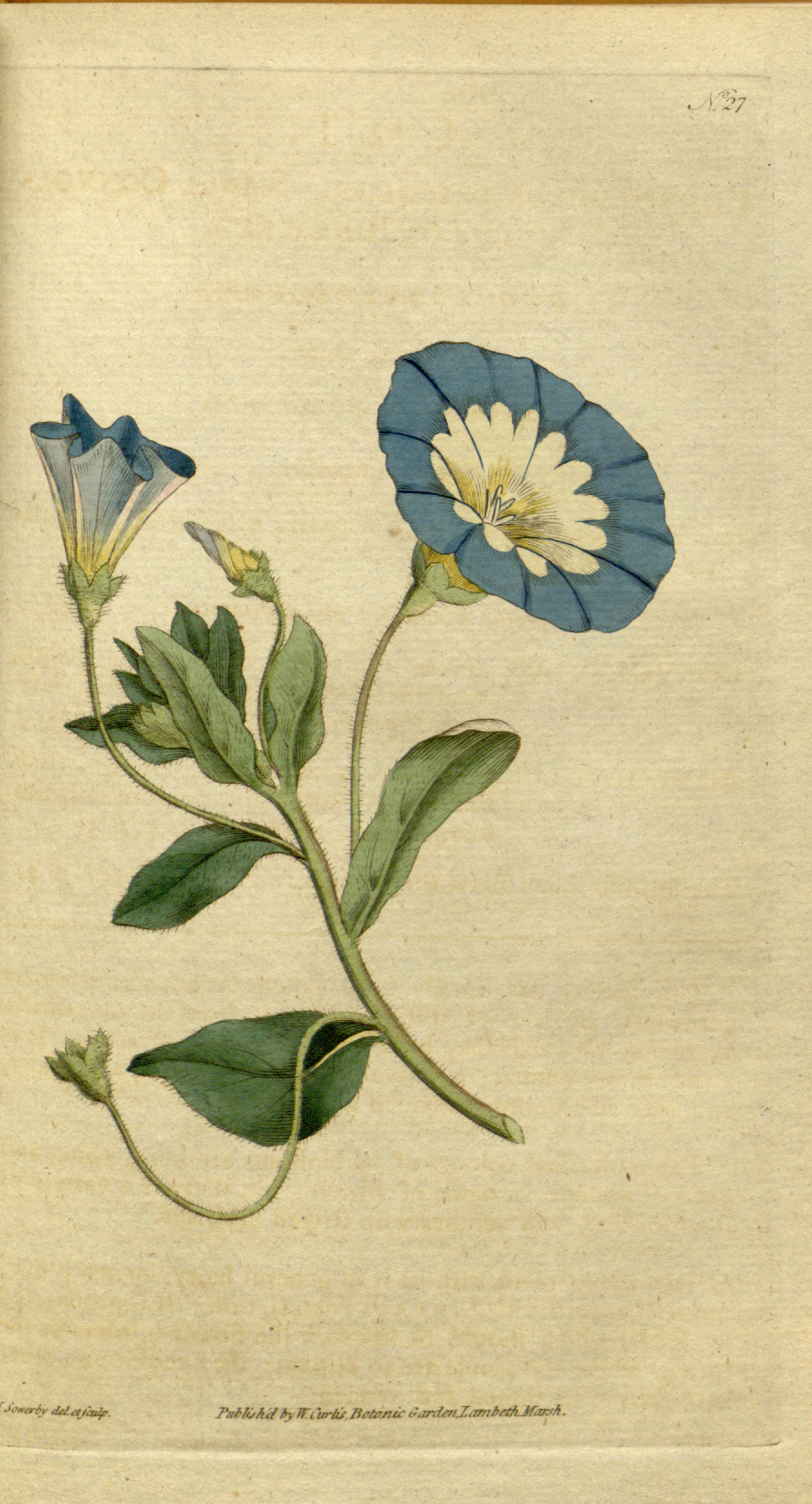
Ilustración de 1787

## Hábitat
Se desarrolla en tierras cultivadas, vegetación ruderal, etc.

## Cultivo y uso

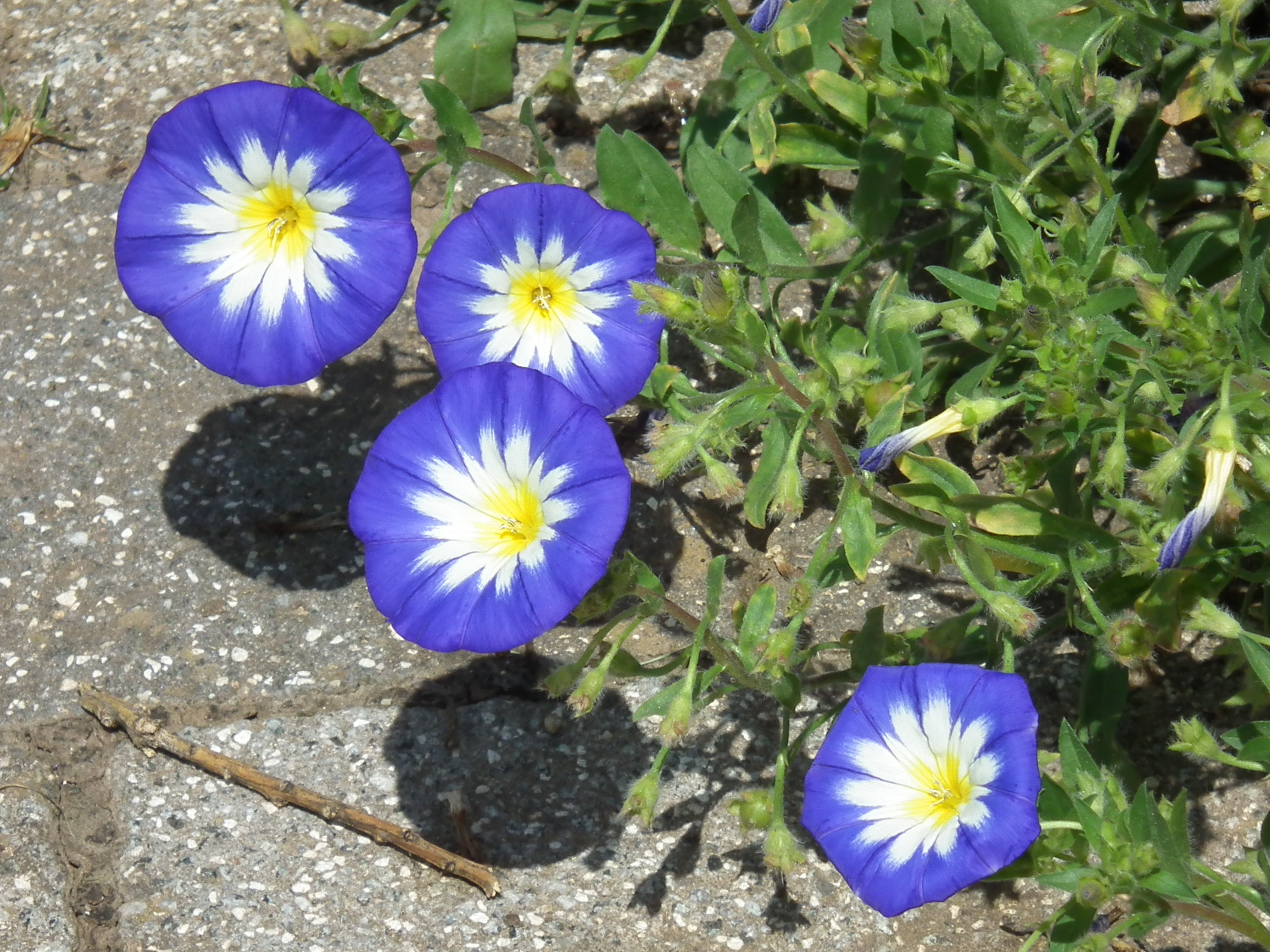
Bella de día en Lisboa, Portugal

Es usada como planta ornamental debido a la belleza de sus flores.
Su cultivo es muy fácil y se usa para la cobertura de terrenos, parterres, jardineras, contenedores en balcones o terrazas, etcétera. Se siembra directamente en la tierra a principios de abril (Primavera), o cuando hayan pasado todas las heladas (en zonas frías y templadas, en zonas cálidas puede hacerse antes). Las semillas germinan en una a dos semanas y tendrán 2 hojas, también otro buen método de reproducción es por esquejes.
Necesita pleno sol o sombra parcial, además de favorecer la floración.
No les agradan los suelos muy húmedos o con encharcamientos, ya que favorece la aparición de hongos y por consecuente, la planta puede enfermar y morir.
Existe una gran cantidad de cultivares cuyos tonos van desde rojizos, blancos y rosados. Algunos de ellos son:
- Crimson Monarch: Su color es un rojo cereza.

- Lighy Azul Flash: Cultivar con un follaje bastante compacto. Sus flores son de color azul pálido a blanco, y con centro amarillo.

- Rose Ensign: Sus flores son rosas o lilas, y con un centro blanco y amarillo.

- Royal Ensign: Sus flores tienen coloración azul fuerte y el centro blanco.

- White Ensign: Sus flores son blancas con un centro amarillo.

Los cultivares mencionados arriba han sido desarrollado en Francia y España, en donde son plantas muy populares debido a sus flores bonitas y pocos cuidados.
Al tratarse de una planta trepadora lo mejor es ponerla en un área en la cual haya árboles, arcos, o postes. También puede ser útil podarla cuando sea necesario.
En zonas climas cálidos, subtropicales, tropicales con inviernos ligeros, es una planta perenne, en zonas frías, templadas o con fuertes nevadas es una planta anual ya que la planta si no está en un invernadero o bajo protección de las nevadas muere debido a las bajas temperatura (Aproximadamente 10 °C o menos).
Sus flores abren de día y se cierran cuando llega la noche (Heliotropismo), posiblemente de ahí venga el nombre 'Bella de día' (español), 'Belle de jour' (francés) o 'Morning glory' (inglés), aunque este último nombre se dirige mejor hacia las plantas pertenecientes al género Ipomoea.
Muchos jardineros optan por quitar las flores marchitas y evitar así la producción de semillas, ya que gastan energía y de esa forma se obtiene una floración más abundante.

## Distribución
Es endémica de la región mediterránea meridional: En España se encuentra en las  Islas Baleares.
Es planta abundante en Andalucía, sobre todo en la Costa del Sol.

## Descripción
Es una pequeña hierba de flores azuladas con forma de embudo. Las hojas son de margen entero y están atenuadas en la parte basal, las superiores pueden abrazar el tallo en la inserción. La subespecie Convolvulus tricolor L. subsp. pentapetaloides (L.) O.Bolòs et J.Vigo se  diferencia de la subespecie típica por las flores que son más pequeñas (7-10 mm) y tanto el cáliz como la cápsula tienen pocos pelos o ninguno respectivamente.

## Taxonomía
Convolvulus tricolor fue descrito por Carlos Linneo  y publicado en Sp. Pl. 1: 158. 1753
Etimología
Convolvulus: nombre genérico que procede del latín convolvere, que significa "enredar".
tricolor: epíteto latíno que significa "tricolor".
Sinonimia
- Convolvulus maroccanus Batt.
- Convolvulus meonanthus Hoffmanns. & Link
- Convolvulus pseudotricolor Bertol.
- Convolvulus tricolor subsp. hortensis (Batt.) Maire
- Convolvulus tricolor subsp. meonanthus (Hoffmanns. & Link) Maire
- Convolvulus tricolor L. subsp. tricolor L.[5]

## Nombres comunes
- Castellano: batata purgante, campanilla, campanillas, campanillas en pie, campanillas pajizas, campanilla tricolor, campanitas, corregüela tricolor, dondiego de día, don Diego de día, don diegos, don diegos de día, jalapa del Brasil, maravilla, maravillas, periquillos, Bella de día.[5]